# Affaire Paul Voise
Pour les articles homonymes, voir Voise (homonymie).
L'affaire Paul Voise, du nom d'un retraité né le 26 avril 1930 à Orléans et mort le 6 janvier 2013 à Lailly-en-Val dans le Loiret, est un fait divers ayant fait la une en France durant les deux jours précédant le 21 avril 2002, jour de l'élection présidentielle française de 2002, notamment le « samedi de réflexion » où la campagne est interrompue dans les médias audiovisuels.

## Déroulement des événements
Le 18 avril 2002, Paul Voise, un retraité, est agressé dans son habitation à Orléans. Deux individus non identifiés auraient tenté de le rançonner, puis l’ont roué de coups et ont incendié sa maison avant de prendre la fuite.
Survenue à trois jours du premier tour de l'élection présidentielle, l'affaire Paul Voise a eu un impact médiatique considérable.

## Traitements politique et médiatique
Le lendemain, le 19 avril, le journal de 20 heures de TF1 accorde une grande importance à la couverture de ce fait divers. Les images du visage tuméfié et les pleurs de Paul Voise bouleversent la France entière et provoquent une vague d'indignation face à la délinquance.
La chaîne LCI repasse 19 fois le sujet pendant la journée. Les propositions d'aide à la reconstruction du pavillon du vieil homme sont lancées en grand nombre.
Le 20 avril, TF1 revient très longuement dans ses journaux télévisés sur cette histoire, de même que France 2,.
Plusieurs journalistes et hommes politiques ont avancé l'idée que l'affaire avait ainsi joué un rôle majeur dans l'élimination surprise au premier tour du candidat socialiste Lionel Jospin, devancé par le candidat du Front national, Jean-Marie Le Pen,.
La place donnée à ce fait divers par les chaînes de télévision, et notamment par TF1 et France 2, a fait l'objet de vives critiques. Les deux chaînes ont été accusées de donner une place démesurée à la thématique de l'insécurité dans leurs journaux télévisés et de privilégier le sensationnalisme dans leur traitement,. Robert Namias, à l'époque directeur de l'information, concédera quelques années plus tard que le traitement de l'affaire par TF1 relevait de la faute.
Par ailleurs, le rôle de la municipalité d'Orléans, et notamment de son adjoint à la sécurité Florent Montillot, dans la création de l'emballement médiatique autour de ce fait divers, a plusieurs fois été mis en cause,. Régis Guyotat, auteur d'une enquête sur l'affaire pour le journal Le Monde, et Daniel Schneidermann ont tous deux affirmé que l'adjoint UDF avait lui-même appelé les équipes de télévision, ce que l'intéressé a démenti,.

## Suites de l'affaire
L'enquête dans l'agression de Paul Voise n'a abouti à aucune condamnation.
Le 28 février 2003, une personne a été mise en examen, puis relâchée. Le 18 février 2005, le juge d'Orléans prononce un non-lieu en faveur de ce suspect car les charges retenues étaient selon lui insuffisantes.
La presse relèvera que Paul Voise n'aura pas beaucoup aidé les enquêteurs par son mutisme. « On a voulu me faire dire que c'étaient des Noirs. Mais c'étaient des Blancs. Je ne les connaissais pas », déclare-t-il à la presse, avant de confier à la police son « incapacité à reconnaître qui que ce soit », comme le précisera la SRPJ d'Orléans au journal Le Monde. 
En mai 2004, Paul Voise a emménagé dans un pavillon neuf, construit avec les dons qui ont été perçus et grâce à une subvention de la ville d'Orléans. Mais des problèmes de santé l'ont conduit rapidement à une hospitalisation en automne 2004, puis à son placement dans une maison de retraite à Lailly-en-Val en janvier 2005, où il décède le 6 janvier 2013 à l'âge de 82 ans,.